# Sting
Gordon Matthew Thomas Sumner (Wallsend, Tyneside del Norte, 2 de octubre de 1951), conocido como Sting, es un cantante y músico británico. Se desempeñó inicialmente como bajista, y más tarde como cantante y uno de los compositores de la banda The Police, antes de formar su propia banda.
Como miembro de The Police y como solista, Sting ha vendido más de cien millones de discos, ha recibido diecisiete Premios Grammy por su trabajo, recibiendo el primero por «mejor interpretación de rock instrumental» en 1981, un Premio Globo de Oro, un Premio Primetime Emmy y hasta cuatro nominaciones a los premios Óscar por «mejor canción». En 2002, Sting recibió el Premio Ivor Novello a la trayectoria, reconocimiento de la Academia Británica de Compositores y Autores; y también fue incluido en el Salón de la Fama de los Compositores. En 2017, fue galardonado con el Polar Music Prize y en 2019, recibió el Premio BMI por su canción «Every Breath You Take». Como miembro de The Police, fue incluido en el Salón de la Fama del Rock and Roll, en 2003.
En el año 2000, le fue concebida una estrella en el paseo de la fama de Hollywood. En los honores del cumpleaños de la reina Isabel II de 2003, Sting fue nombrado Comandante de la Excelentísima Orden del Imperio Británico (CBE) por sus servicios a la industria musical. En 2007, el gobierno francés otorgó a Sting (junto con sus compañeros de The Police, Andy Summers y Stewart Copeland) el título de Caballero de la Orden de las Artes y las Letras (en francés: Chevalier de l'ordre des Arts et des Lettres).
Sting ha colaborado con leyendas de la música popular y clásica del siglo XX como Miles Davis, Antonio Carlos Jobim, Gil Evans, Rubén Blades, Luciano Pavarotti, Claudio Abbado y otros

## Biografía
Nacido en el hospital Sir G B Hunter Memorial en Wallsend, Northumberland, Inglaterra, el 2 de octubre de 1951, el mayor de cuatro hijos de Audrey (de soltera Cowell), peluquera, y Ernest Matthew Sumner, lechero y ex instalador en una fábrica de ingeniería. Ayudó a su padre a repartir leche. Debido a la influencia de su abuela paterna irlandesa, Sting desechó una carrera como deportista cuando logró el tercer lugar en la competición llamada 100 Yard Sprint National Junior Championship. A la edad de 8 años Sting mostró un talento natural para la música, tocando y arreglando sus propias canciones casi inmediatamente después de haber tomado una vieja guitarra española desechada por su tío.
Sting asistió a la escuela secundaria St Cuthbert en Newcastle upon Tyne. Una vez tocó vistiendo una camiseta a rayas negras y amarillas, por aquel entonces jugaba en el segundo equipo de fútbol de Newcastle, y su compañero Gordon Solomon le dijo que parecía una abeja, tras lo cual todos empezaron a llamarle Sting (en español, ‘aguijón’), apodo que usa como nombre artístico desde entonces de manera exclusiva, excepto para documentos oficiales.
Visitó clubes nocturnos como el Club A'Gogo para ver a Cream y Manfred Mann, quienes influyeron en su música. Aprendió a cantar y tocar simultáneamente escuchando discos a 78 rpm. Después de dejar la escuela en 1969, se matriculó en la Universidad de Warwick en Coventry, pero la dejó después de un trimestre. Después de trabajar como conductor de autobús, albañil y funcionario fiscal, asistió a la Facultad de Educación de los Condados del Norte (ahora Universidad de Northumbria) de 1971 a 1974 y obtuvo el título de profesor. Enseñó en la Escuela de St Paul en Cramlington durante dos años.
En sus comienzos solía dar conciertos en el primer lugar donde se lo ofrecieran. Tocó con bandas de jazz locales como Phoenix Jazzmen, editó una maqueta con nueve temas con su banda Last Exit, de la cual era cantante y bajista y un LP en el que colabora tocando el bajo, con la Newcastle Big Band. A pesar de nunca separarse formalmente después de Synchronicity, la banda decidió enfocarse en proyectos solistas.
Antes de formar parte de The Police, formó parte de un grupo de menor importancia —también llamado Sting—, el cual no grabó discos; solo se sabe de una sola fecha en The Cave Pub, donde realizaron un único recital.

## Carrera musical

### 1977–1986: The Police
En diciembre de 1976, Sting (2 de octubre de 1951), Andy Summers (31 de diciembre de 1942) y Stewart Copeland (16 de julio de 1952) formaron en Londres la famosa banda de pop rock The Police. Previamente, el guitarrista corso Henry Padovani (13 de octubre de 1952) había abandonado el grupo, a causa de un conflicto con Andy Summers durante el festival de Mont-de-Marsan: se pelearon antes de un concierto por quién debía utilizar el mejor amplificador.[cita requerida] Así el cuarteto inicial quedó configurado como el trío que sería conocido después.
Junto a The Police grabó cinco álbumes (Outlandos d'Amour (1978); Reggatta de Blanc (1979); Zenyatta Mondatta (1980); Ghost in the Machine (1981) y Synchronicity (1983)), destacando de todos ellos grandes temas como «So Lonely», «Can't Stand Losing You», «Next to You», «Message in a Bottle», «Bring on the Night», «On any other Day», «Bed's too big without You», «De Doo Doo Doo De Da Da Da», «Canary in a Coalmine», «Driven to Tears», «Spirits in a Material World», «Hungry for You», «Synchronicity II», «Tea in Sahara», «Every Breath You Take» o «Murder by Numbers».
En cuanto a sencillos destacan tales como «Landlord», «Low Life», «Shambelle», «Dead End Job» o «Once Upon a Daydream».
El grupo tuvo varios discos en las listas de éxitos y ganaron seis Premios Grammy a principios de los años ochenta. Su último disco, Synchronicity, fue publicado en 1983. El grupo volvió a unirse en 1986, Sting propuso a sus compañeros la grabación de un nuevo disco de The Police, su intención era grabar reinterpretaciones de los temas clásicos del grupo. Pero la iniciativa no terminó cuajando, por un lado por lo tensa que era la relación entre Copeland y Sting, y por el otro que Copeland se había roto la clavícula jugando al polo y era incapaz de tocar la batería, así que solo se hizo una nueva versión de su tema «Don’t Stand so Close to Me», la cual sirvió de sencillo para su LP recopilatorio Every breath you take. 
En 2003, la banda fue incluida en el Salón de la Fama del Rock and Roll. En 2007, el grupo volvió a juntarse abriendo la 49.ª edición de los Premios Grammy y en mayo comenzaron una gira por Europa, Norteamérica y Sudamérica. Juntos protagonizaron un documental sobre una de sus últimas giras donde quedaba claro el enfrentamiento entre Sting y Stewart Copeland. El primer concierto fue llevado a cabo en Vancouver (Canadá) el 28 de mayo de 2007 frente a más de veinte mil personas, en uno de los dos conciertos en esa ciudad.

### 1985–1990: Inicios como solista
En 1978, Sting colaboró con miembros de Hawkwind y Gong como los Radio Actors el sencillo único "Nuclear Waste". En septiembre de 1981, Sting hizo su primera aparición en solitario en vivo, en las cuatro noches del cuarto evento benéfico de Amnistía Internacional. En 1982 lanzó un sencillo en solitario, "Spread a Little Happiness" para la película basada en la obra de televisión de Dennis Potter Brimstone and Treacle. La canción era una reinterpretación del musical de los años 20 Mr. Cinders de Vivian Ellis y fue un éxito Top 20 en el Reino Unido.

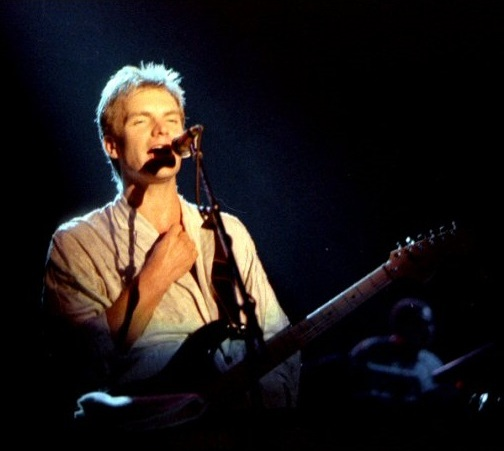
Sting en 1985.

Para el primer disco que grabó Sting en solitario en 1985, The Dream of the Blue Turtles, reunió a un grupo de músicos reconocidos como estrellas del jazz. El disco incluía el sencillo de éxito «If you love somebody set them free», además de más éxitos como «Foretress around your heart», «We work the black seam» o «Consider me gone». En el plazo de un año se convirtió en triple platino. También cantó en la introducción y el estribillo de la canción de Dire Straits Money for nothing. En 1987, publicó Nothing like the sun, disco que supondría su reencuentro musical con Andy Summers. El LP incluía los éxitos «We’ll be together», «Be still my beating heart», «Englishman in New York» y «They dance alone» (canción en referencia a las madres chilenas que perdieron a sus hijos en sendas dictaduras), dedicado a su madre, recientemente fallecida, y que pronto se convirtió en doble disco de platino, siendo reconocido como uno de los discos más importantes del rock & roll de los años 1980. Poco después, en febrero de 1988, grabó Nada como el sol, una selección de cinco temas sacados del disco ...Nothing Like the Sun, que el propio Sting cantaba en español y en portugués.
A finales de los ochenta, comenzó a dar su apoyo a diferentes movimientos medioambientales y humanitarios, incluyendo Amnistía Internacional. Junto a su novia de muchos años Trudie Styler y un líder indio kayapó (de Brasil), fundó la Rainforest Foundation con el objetivo de ayudar a salvar los bosques. Su apoyo a estas causas sigue vigente en la actualidad.

### 1991–2005:Brand New Dayy trabajo en bandas sonoras
Su disco de 1991, The Soul Cages, a la memoria de su padre recientemente fallecido, incluía el éxito «All this time» y el tema ganador de un Premio Grammy, «Soul cages». El disco llegó a ser disco de platino. Al año siguiente se casó con Trudie Styler y fue nombrado doctor honoris causa por el departamento de música de la Universidad de Northumbria. En 1993 publicó el disco Ten Summoner’s Tales, que fue triple platino en poco más de un año. En mayo realizó una remezcla de la canción «Demolition man» de The Police para la película homónima.
En 1992 con Eric Clapton crearon «It’s probably me», canción principal de la banda sonora de Lethal Weapon 3, incluida en su disco Ten Summonner’s Tales. Junto con Bryan Adams y Rod Stewart grabó el exitoso tema «All for love», de la película de Los tres mosqueteros de 1993. La canción se mantuvo cinco semanas en el número uno de la lista de éxitos norteamericana, consiguiendo ser platino. Hasta la fecha, es la única canción de Sting de la época posterior a The Police que ha alcanzado el número uno en las listas norteamericanas. En febrero obtuvo de nuevo dos Premios Grammy y estuvo nominado para tres más. La Facultad de Música de Berklee le nombró doctor honoris causa en mayo. Finalmente, en noviembre, publicó una colección de grandes éxitos bajo el nombre de Fields of gold: the best of Sting, que alcanzó el doble platino. En 1994 un tema suyo, «Shape of my Heart», se incluyó en la banda sonora de la película El perfecto asesino.
El disco de 1996 Mercury Falling, debutó con fuerza, pero cayó rápidamente en las listas de éxitos. Sin embargo, el mismo año Sting entró en la lista de los cuarenta principales con dos temas «You still touch me» (junio) y «I’m so happy I can’t stop crying» (diciembre). En 1997 participó también en la versión que hizo Toby Keith de «I’m so happy I can’t stop crying» para su disco Dream walking. En 1998 apareció en la película Lock, stock and two smoking barrels.
Sting reapareció con el disco de septiembre de 1999, Brand new day, que incluía dos temas que se incluyeron en las listas de éxitos: «Brand new day» y «Desert rose». Para enero de 2001, el disco había alcanzado un triple platino. En 2000 ganó dos Premios Grammy por este disco y por la canción que le daba título, «Brand new day». En la ceremonia de entrega de los premios cantó «Desert rose» con Cheb Mami y colaboró para la película de Disney Las Locuras del Emperador en su éxito «My Funny Friend and Me» y también realizó la música para la película con John Debney y David Hartley. Por esta actuación le fue concedido el Premio Khalil Gibran al Espíritu de Humanidad, otorgado por la Fundación del Instituto Árabe-Estadounidense.

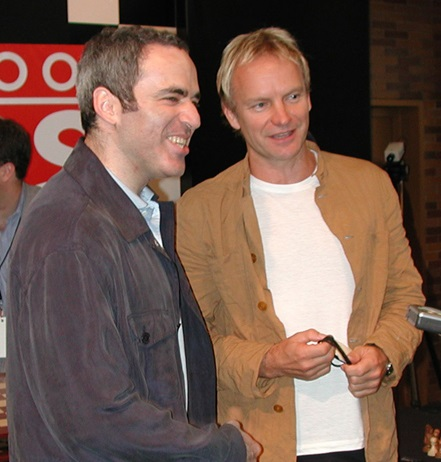
Sting con el ajedrecista Garry Kasparov en Times Square (Nueva York) en 2007.

Sting inauguró 2001 con una actuación durante el espectáculo celebrado en el descanso de la Super Bowl estadounidense. En febrero añadió otro Grammy a su colección y su canción «After the rain has fallen» se abrió camino en los cuarenta principales. El 11 de septiembre, el mismo día de los ataques sobre las Torres Gemelas de Nueva York, grabó un nuevo disco en directo en su casa de la Toscana (Italia). El vídeo de esta actuación, aparecido en noviembre sin demasiado éxito de ventas, muestra el estado de ánimo en el que Sting y su banda se vieron obligados a actuar. En ese contexto, con los músicos y el público compungidos por los atentados, el tema «Fragile» sonó, más que nunca, como un emotivo himno por la paz a la luz de la luna toscana. Este disco y su video, bajo el título de All this time, incluía versiones «jazzísticas» de algunas de las canciones favoritas de Sting, como «Roxanne» y «If you love somebody set them free».
2002 fue un año de premios para Sting. Ganó un Globo de Oro y fue nominado para su segundo Premio de la Academia por su canción «Until...» de la película Kate & Leopold. En junio ingresó en el Salón de la Fama de los Compositores, una especie de museo virtual de los mejores compositores de la Academia Nacional de Música Popular. Más tarde, el mismo año, se anunció que su anterior grupo, The Police, ingresaría en el Salón de la Fama del Rock and Roll en marzo de 2003. En el verano, Sting fue nombrado Comandante de la Orden del Imperio Británico. Sin embargo, una encuesta llevada a cabo por Channel Four, uno de los principales canales de TV británicos, lo situó en el puesto número 81 en la lista de los «100 peores británicos del año 2003».[cita requerida]

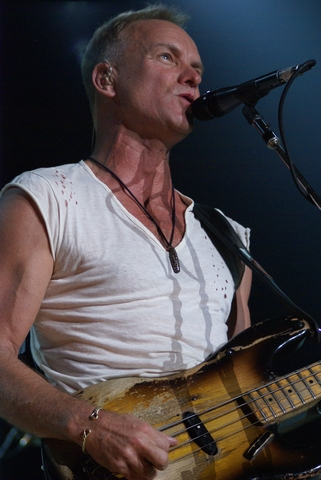
Concierto de Sting con The Police en el Madison Square Garden (Nueva York) el 1 de agosto de 2007.

También en 2003 salió al mercado un nuevo disco original grabado en estudio, Sacred love, con toques experimentales y étnicos, colaborando con la artista de hip-hop Mary J. Blige y la maestra del sitar Anoushka Shankar (hija de Ravi Shankar). En 2004 el cantante y compositor se embarcó en una gira, Sacred life, con actuaciones de Annie Lennox. En octubre de 2003, Sting publicó su autobiografía, titulada Broken music. Abarca el período que va desde su niñez hasta la etapa previa a su éxito con el grupo The Police.

### 2007–2014:The Last Shipy álbumes experimentales
En 2007 editó un CD de música renacentista Songs from the labyrinth, sobre composiciones de John Dowland.
En 2008 aparece como jugador seleccionable en el videojuego Guitar Hero: World Tour, tocando una versión en vivo de «Demolition man».
El 8 de mayo de 2010, como parte de una campaña en pro de la educación en América Latina, se presentó en la Ciudad de México en un evento que se llevó a cabo en el colegio de las Vizcaínas.[cita requerida]
El 23 de febrero del 2011 ofreció un gran concierto de más de dos horas de duración en la explanada del Estadio Monumental de Ate en la ciudad de Lima. Todo esto en compañía de la Orquesta sinfónica nacional.
El 25 de febrero de 2011 se presentó en la edición LII Festival Internacional de la Canción de Viña del Mar, siendo galardonado con todos los premios posibles, incluso con la Gaviota de Oro.
Durante varios años, Sting trabajó en un musical, The Last Ship, inspirado en las propias experiencias de la infancia de Sting y en la industria de la construcción naval en Wallsend. The Last Ship cuenta una historia sobre la desaparición de la industria de construcción naval británica en Newcastle en la década de 1980 y debutó en Chicago en junio de 2014 antes de trasladarse a Broadway en otoño. El undécimo álbum de estudio de Sting, titulado The Last Ship e inspirado en la obra, fue lanzado el 24 de septiembre de 2013. El álbum cuenta con artistas invitados con raíces en el noreste de Inglaterra, incluido Brian Johnson, vocalista de AC/DC.
En febrero de 2014, Sting se embarcó en una gira de conciertos conjunta titulada On Stage Together con Paul Simon, ofreciendo 21 conciertos en Norteamérica. La gira continuó a principios de 2015, con diez espectáculos en Australia y Nueva Zelanda, y 23 conciertos en Europa, finalizando el 18 de abril de 2015. El 26 de junio de 2015 en Bergen, Noruega (en el Bergen Calling Festival), Sting se embarcó en una gira en solitario de 21 fechas por Europa en el verano de 2015 en Trondheim, Noruega (en el Olavsfestdagene), visitando Dinamarca, Francia, Alemania, España, Portugal, Italia y Suecia.

### 2016–2020:57th & 9th,44/876yMy Songs
El 18 de julio de 2016, se anunció el primer álbum de rock de Sting en muchos años, 57th & 9th se lanzó el 11 de noviembre de 2016. El título es una referencia a la intersección de la ciudad de Nueva York que cruzaba todos los días para llegar al estudio donde se grabó gran parte del álbum. Tiene contribuciones de los miembros de la banda desde hace mucho tiempo Vinnie Colaiuta y Dominic Miller, y Jerry Fuentes y Diego Navaira de los Últimos Bandoleros. El álbum fue producido por el mánager de Sting, Martin Kierszenbaum. El 9 de noviembre de 2016, Sting realizó dos espectáculos en Irving Plaza, en Manhattan, Nueva York, tocando canciones del álbum por primera vez en vivo en un concierto.

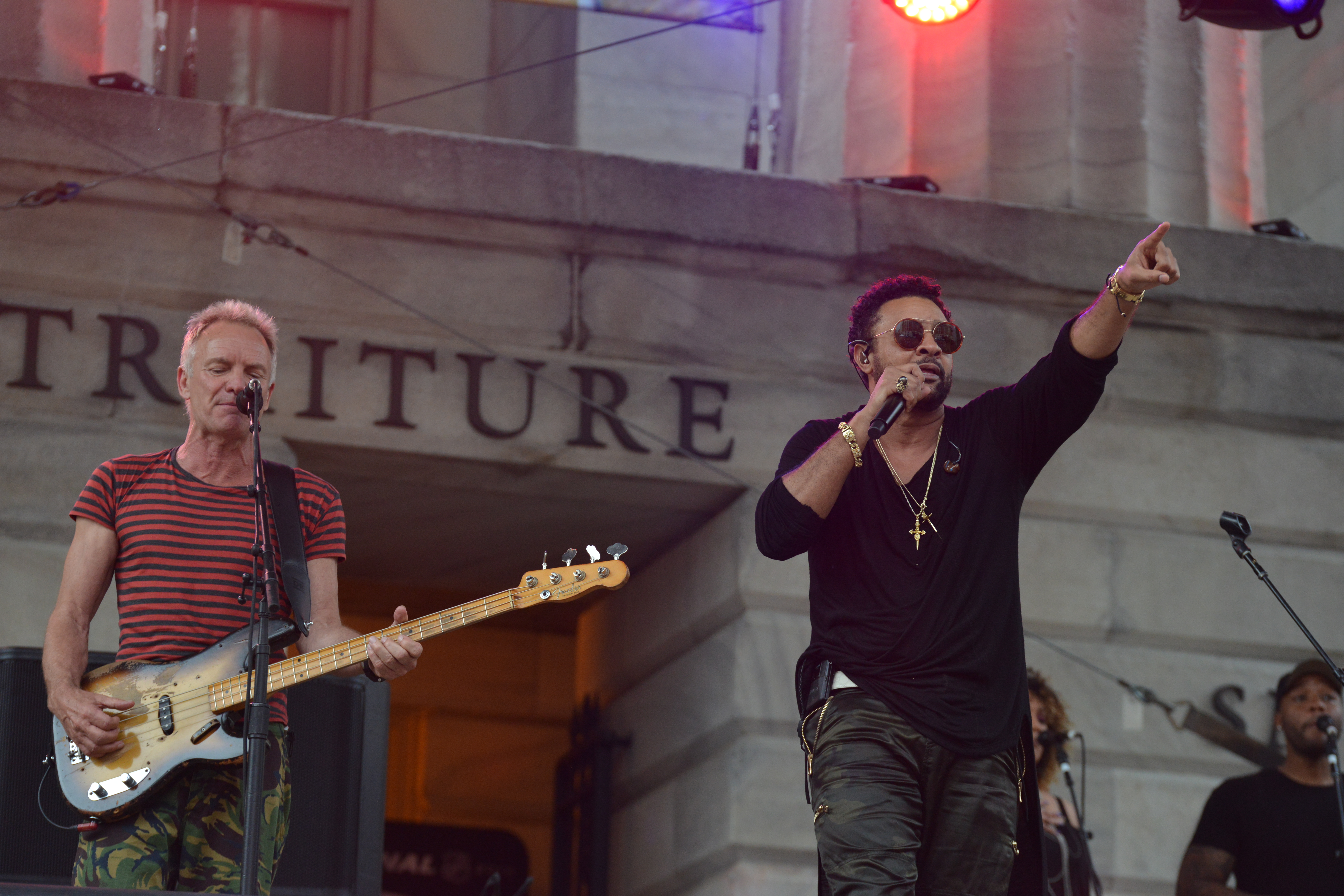
Sting (izquierda) junto a Shaggy (derecha) en el concierto de 2018 en Capitals.

Sting fue anunciado como el ganador conjunto del Polar Music Prize en 2017, un premio internacional sueco otorgado en reconocimiento a la excelencia en el mundo de la música. El comité del premio declaró: "Como compositor, Sting ha combinado el pop clásico con una musicalidad virtuosa y una apertura a todos los géneros y sonidos de todo el mundo".
En 2018, Shaggy se une a su gira en solitario y dan el pistoletazo de salida con un increíble sold out en su concierto en Starlite Festival, donde Sting ya había vendido todas las localidades del auditorio en años anteriores. 44/876, el primer álbum de estudio de Sting y Shaggy como dúo, fue lanzado en abril de 2018. El 21 de abril de 2018, Sting estuvo entre los artistas que actuaron en la fiesta de cumpleaños de la Reina Isabel II celebrada en el Royal Albert Hall.
El decimocuarto álbum de Sting, titulado My Songs, se lanzó el 24 de mayo de 2019. El álbum incluye 14 versiones regrabadas en estudio (y una en vivo) de sus canciones lanzadas a lo largo de su carrera en solitario. En apoyo del álbum, una gira mundial llamada My Songs Tour comenzó el 28 de mayo de 2019 en La Seine Musicale de París y finalizó el 2 de septiembre de 2019 en Kit Carson Park en Taos, Nuevo México. Una residencia de 16 fechas del 22 de mayo al 2 de septiembre de 2020 en el Caesars Palace en Las Vegas, Nevada, fue reprogramada debido a COVID-19, y la primera fecha tuvo lugar el 29 de octubre de 2021. Sus 6 noches en el London Palladium fueron reprogramadas para abril de 2022.

### 2021–actualidad:DuetsyThe Bridge
El 19 de marzo de 2021, Sting lanzó Duets, un álbum recopilatorio que comprende 17 pistas de colaboraciones con varios artistas, incluidos Eric Clapton, Mary J. Blige, Shaggy, Annie Lennox y Sam Moore. Sting lanzó su decimoquinto álbum de estudio The Bridge, el 19 de noviembre de 2021. Fue precedido por el lanzamiento del sencillo principal "If It's Love" el 1 de septiembre de 2021. Sting escribió el conjunto de canciones de pop-rock "en un año de pandemia global, pérdida personal, separación, perturbación, encierro y extraordinaria agitación social y política". El 20 de noviembre de 2021, el sencillo de Sting "What Could Have Been", con Ray Chen, apareció en el tercer acto de la serie animada Arcane de League of Legends; este sencillo fue lanzado el mismo día. Sting luego abrió los Game Awards 2021 con la canción.
En febrero de 2022, Sting colaboró con el supergrupo de DJ sueco Swedish House Mafia, lanzando una canción y un vídeo musical titulado "Redlight". La canción utilizó la letra del éxito, "Roxanne". En febrero de 2022, se anunció que Universal Music Group compró el catálogo de obras solistas de Sting y The Police. Forbes lo clasificó como el músico solista mejor pagado de 2022, con unas ganancias estimadas de 210 millones de dólares.

## Carrera cinematográfica
Sting también es actor. Su debut cinematográfico tuvo lugar en 1979 con Quadrophenia (la ópera rock de The Who). Aparte de su demoníaco personaje en Brimstone and Treacle (1982), uno de sus papeles más famosos fue el de Feyd-Rautha, en la adaptación cinematográfica de Dune de 1984. Otros títulos incluyen, La prometida; Plenty; Lunes tormentoso; Giulia e Giulia (en 1987 junto a Kathleen Turner y Gabriel Byrne); The Adventures of Baron Munchausen (con Robin Williams, en 1988); Los caballeros no comen poetas de la mano de su mujer (con la actriz y productora Trudie Styler, que mucho tiempo atrás había participado en el vídeo de su canción «We’ll be together»); Malicia (de nuevo con Styler, donde interpretaba el papel de un mayordomo manipulador), Lock, Stock and Two Smoking Barrels (de Guy Ritchie). 
También ha tenido apariciones en televisión (incluyendo participaciones como artista invitado en Los Simpson y Ally McBeal) y en el teatro. La mayor parte de sus apariciones posteriores en créditos de cine o televisión han tenido que ver con su música. Además, ha puesto la voz del narrador en un cuento para un programa de televisión a principios de los años noventa. Participó de un cameo en la película animada Bee Movie, prestando su voz para esta; en 2009 hizo un pequeño cameo al final de la película "Brüno" tocando "Dove of peace" junto al protagonista Sacha Baron Cohen y otros músicos. En 2016 participó en Zoolander 2 interpretándose a sí mismo; En 2020 participó en Buen viaje: Aventuras psicodélicas.

### Filmografía
| como actor - Quadrophenia (1979) - Radio On (1979) - The Great Rock 'n' Roll Swindle (1980) - Artemis 81 (1981) - Brimstone and Treacle (1982) - Dune (1984) - Titus Groan (1984) - Gormenghast (1984) - Plenty (1985) - The Bride (1985) – Baron Frankenstein - Walking to New Orleans (1985) - Las aventuras del barón Munchausen (1988) - Stormy Monday (1988) - Julia and Julia (1988) - Saturday Night Live (1991) - The Grotesque (1995) - Lock, Stock and Two Smoking Barrels (1998) - Kaamelott: The First Chapter (2021) - Horsa | como él mismo - Urgh! A Music War (1982) - Bring on the Night (1985) - The Simpsons - Episodio: "Radio Bart" (1992) - The Smell of Reeves and Mortimer Episode 5 (1995) - The Larry Sanders Show episode "Where Is the Love?" (1996) - Ally McBeal season four episode "Cloudy Skies, Chance of Parade" (2001) - Everyone Stares: The Police Inside Out (2006) - Studio 60 on Sunset Strip (2006) - Bee Movie (2007) - Little Britain USA (2008) como Stomp, el cantante líder de "the Cops" (tocando "Fields of Gold") | - Brüno (2009) - Still Bill (2009) - Do It Again (2010) - Life's Too Short (2011) - 2012: Time for Change (2011) - The Michael J. Fox Show (2013) (cantando: "August Wind" del The Last Ship) - 20 Feet from Stardom (2013) - Zoolander 2 (2016) - Have a Good Trip: Adventures in Psychedelics (2020) - Only Murders in the Building (2021) - The Book of Solutions (2023) |

### Teatro
| Año  | Obra                                | Notas                              | Lugar    |
| ---- | ----------------------------------- | ---------------------------------- | -------- |
| 1982 | Rock 'N Roll! The First 5,000 Years | Escritor: "Message in a Bottle"    | Broadway |
| 1989 | 3 Penny Opera                       | Papel: Macheath                    | Broadway |
| 2014 | The Last Ship                       | Música y letra Papel: Jackie White | Broadway |

## Activismo
Sting comenzó a involucrarse con la defensa en los derechos humanos en septiembre de 1981, cuando Martin Lewis lo incluyó en la cuarta gala de Amnistía Internacional, The Secret Policeman's Other Ball, un espectáculo benéfico cofundado por el miembro de Monty Python, John Cleese. Sting afirmó que "antes [del baile] no sabía nada de Amnistía, no sabía nada de su trabajo, no sabía nada de la tortura en el mundo". Siguiendo el ejemplo dado en el espectáculo de 1979 por Pete Townshend, Sting interpretó "Roxanne" y "Message in a Bottle" durante las cuatro noches en el Theatre Royal de Londres. También dirigió a otros músicos (The Secret Police), incluidos Eric Clapton, Jeff Beck, Phil Collins, Donovan, Bob Geldof y Midge Ure. El evento fue la primera vez que Sting trabajó con Geldof. Su asociación con Amnistía continuó durante la década de 1980 y más allá y participó en los conciertos de derechos humanos de Amnistía.
Sting había mostrado su interés por las cuestiones sociales y políticas en su canción de 1980 "Driven to Tears", una denuncia de la apatía ante el hambre en el mundo. En noviembre de 1984, se unió a Band Aid, un supergrupo benéfico formado principalmente por los músicos británicos e irlandeses más importantes de la época, y cantó "Do They Know It's Christmas?" que fue grabado en Sarm West Studios en Notting Hill, Londres. Esto llevó al concierto Live Aid en julio de 1985 en el estadio de Wembley, en el que Sting actuó con Phil Collins y Dire Straits. El 2 de julio de 2005, Sting actuó en el concierto Live 8 en Hyde Park, Londres, la continuación de Live Aid de 1985.
Con su esposa, Trudie Styler y Raoni Metuktire, un líder indio Kayapo en Brasil, Sting fundó el Rainforest Foundation Fund para ayudar a salvar las selvas tropicales y proteger a los pueblos indígenas allí. En 1989, voló al Encuentro de Altamira para ofrecer apoyo y promover su organización benéfica. Su apoyo continúa e incluye un concierto benéfico anual en el Carnegie Hall, en el que han participado Billy Joel, Elton John, James Taylor y otros. La especie de anfibio Dendropsophus stingi (endémico en Colombia) es un reconocimiento al músico por su «esfuerzo y compromiso para salvar la selva húmeda».
En 2007, Sting se unió a Andy Summers y Stewart Copeland para el set de cierre del concierto Live Earth en el Giants Stadium de East Rutherford, Nueva Jersey. Junto a John Mayer y Kanye West, Sting junto a The Police terminaron el espectáculo cantando "Message in a Bottle". En 2008, Sting contribuyó a Songs for Tibet para apoyar al Tíbet y al Dalái lama, Tenzin Gyatso. El 22 de enero de 2010, Sting interpretó "Driven to Tears" durante Hope for Haiti Now. El 25 de abril de 2010, actuó en el National Mall de Washington D. C. en la celebración del 40 aniversario del Día de la Tierra. Sting es patrocinador de la Fundación Elton John contra el sida. En 2010, se convirtió en patrocinador de la organización benéfica apícola y de alivio de la pobreza Bees for Development.

## Vida personal
En 1976, Sting se casó con la actriz Frances Tomelty. La pareja tuvo dos hijos antes de su divorcio en 1982, la actriz Fuchsia Catherine "Kate" Sumner (1982) y el cantante Joseph "Joe" Sumner (1976), quien siguiendo los pasos de su padre ahora está en la música y es miembro de la banda Fiction Plane.
Poco después Sting comenzó a vivir con la actriz (y más tarde productora de cine) Trudie Styler, con quien se casó en 1992. Sting y Styler tienen cuatro hijos: la actriz Mickey Sumner, la artista Eliot Sumner, el modelo Jake Sumner y Giacomo Luke Sumner. Aunque Sting posee varias propiedades en Reino Unido y en Estados Unidos, actualmente tiene su hogar en la región de Toscana (Italia).
Ahí practica yoga y meditación diariamente durante décadas, reconociendo que le ayuda a llevar la vida de artista. A principios de 2005 Sting proclamó su interés por el hinduismo y declaró que quería pasar mucho más tiempo en la India por cuya cultura se siente fascinado. En una entrevista declaró: «En este momento lo que más me gusta es la religión hindú [...] Me he convertido en un adicto a la India. [...] Querría pasar el resto de mi vida descubriendo ese precioso país».

## Discografía

### Álbumes de estudio
| - 1985: The Dream of the Blue Turtles - 1986: Bring on the Night - 1987: ...Nothing Like the Sun - 1991: The Soul Cages - 1993: Ten Summoner’s Tales - 1996: Mercury Falling - 1999: Brand New Day - 2000: Dolphins - 2003: Sacred love | - 2006: Songs from the labyrinth - 2009: If on a winter’s night - 2010: Symphonicities - 2013: The Last Ship - 2016: 57th & 9th - 2018: 44/876 - 2019: My Songs - 2021: Duets - 2021: The Bridge |

## Giras y conciertos

### Principales
| - Nothing Like the Sun Tour (1987–1988) - Soul Cages Tour (1991–1992) - Summoner's Tales Tour (1993–1995) - Mercury Falling Tour (1996–1997) - Brand New Day Tour (1999–2001) - Sacred Love Tour (2003–2005) - Broken Music Tour (2005–2006) - Songs From The Labyrinth Tour (2006–2007) | - Symphonicity (2010–2011) - Back to Bass Tour (2011–2013) - Paul Simon & Sting: On Stage Together (junto a Paul Simon) (2015) - Rock Paper Scissors (junto a Peter Gabriel) (2016) - 57th & 9th Tour (2017) - 44/879 Tour (junto a Shaggy) (2018) - My Songs Tour (2019, 2021–2023) - Sting 3.0 (2024) |

### Residencias
- My Songs Las Vegas Residency (2021–2023)[89]

## Libros
- Broken Music. New York: Simon & Schuster. 2003. ISBN 0-7434-5081-7.
- Lyrics by – Sting. New York: Simon & Schuster. 2007. ISBN 978-1-84737-167-6.

## Premios y nominaciones
Óscar
| Año  | Categoría              | Canción                                              | Película                   | Resultado |
| ---- | ---------------------- | ---------------------------------------------------- | -------------------------- | --------- |
| 2001 | Mejor canción original | My Funny Friend and Me                               | The Emperor's New Groove   | Nominado  |
| 2002 | Mejor canción original | Until...                                             | Kate & Leopold             | Nominado  |
| 2004 | Mejor canción original | You Will Be My Ain True Love (junto a Alison Krauss) | Cold Mountain              | Nominado  |
| 2017 | Mejor canción original | The Empty Chair                                      | Jim: The James Foley Story | Nominado  |

Brit
| Año  | Categoría                         | Nominación           | Resultado |
| ---- | --------------------------------- | -------------------- | --------- |
| 1988 | Mejor álbum británico             | Nothing Like the Sun | Ganador   |
| 1994 | Mejor artista masculino británico | Él mismo             | Ganador   |
| 1997 | Mejor artista masculino británico | Él mismo             | Nominado  |
| 2000 | Mejor artista masculino británico | Él mismo             | Nominado  |
| 2002 | Premio a la trayectoria           | Él mismo             | Ganador   |

Globo de Oro
| Año  | Categoría              | Canción                                              | Resultado |
| ---- | ---------------------- | ---------------------------------------------------- | --------- |
| 1999 | Mejor canción original | The Mighty                                           | Nominado  |
| 2001 | Mejor canción original | My Funny Friend and Me                               | Nominado  |
| 2002 | Mejor canción original | Until...                                             | Ganador   |
| 2004 | Mejor canción original | You Will Be My Ain True Love (junto a Alison Krauss) | Nominado  |

Grammy
| Año  | Trabajo                                             | Categoría                                  | Resultado |
| ---- | --------------------------------------------------- | ------------------------------------------ | --------- |
| 1986 | The Dream of the Blue Turtles                       | Mejor producción de álbum, no clásica      | Nominado  |
| 1986 | The Dream of the Blue Turtles                       | Mejor álbum jazz conjunto                  | Nominado  |
| 1986 | The Dream of the Blue Turtles                       | Álbum del año                              | Nominado  |
| 1986 | The Dream of the Blue Turtles                       | Mejor interpretación vocal pop masculina   | Nominado  |
| 1986 | "Money for Nothing"                                 | Canción del año                            | Nominado  |
| 1987 | Bring On the Night                                  | Mejor video musical de formato largo       | Ganador   |
| 1988 | Bring on the Night                                  | Mejor interpretación vocal pop masculina   | Ganador   |
| 1989 | "Be Still My Beating Heart"                         | Canción del año                            | Nominado  |
| 1989 | "Be Still My Beating Heart"                         | Mejor interpretación vocal pop masculina   | Nominado  |
| 1989 | ...Nothing Like the Sun                             | Álbum del año                              | Nominado  |
| 1992 | "The Soul Cages"                                    | Mejor canción rock                         | Ganador   |
| 1994 | "If I Ever Lose My Faith in You"                    | Canción del año                            | Nominado  |
| 1994 | "If I Ever Lose My Faith in You"                    | Grabación del año                          | Nominado  |
| 1994 | "If I Ever Lose My Faith in You"                    | Mejor interpretación vocal pop masculina   | Ganador   |
| 1994 | Ten Summoner's Tales                                | Álbum del año                              | Nominado  |
| 1994 | Ten Summoner's Tales                                | Mejor video musical de formato largo       | Ganador   |
| 1994 | Ten Summoner's Tales                                | Mejor producción de álbum, no clásica      | Ganador   |
| 1994 | Demolition Man                                      | Mejor interpretación vocal de rock solista | Nominado  |
| 1995 | "All For Love" (con Bryan Adams y Rod Stewart)      | Mejor colaboración vocal de pop            | Nominado  |
| 1996 | "When We Dance"                                     | Mejor interpretación vocal pop masculina   | Nominado  |
| 1997 | Mercury Falling                                     | Mejor álbum de pop vocal                   | Nominado  |
| 1997 | "Let Your Soul Be Your Pilot"                       | Mejor interpretación vocal pop masculina   | Nominado  |
| 1998 | "I'm So Happy I Can't Stop Crying" (con Toby Keith) | Mejor colaboración vocal country           | Nominado  |
| 1999 | "You Were Meant for Me"                             | Mejor interpretación vocal pop masculina   | Nominado  |
| 2000 | Brand New Day                                       | Mejor interpretación vocal pop masculina   | Ganador   |
| 2000 | Brand New Day                                       | Mejor álbum de pop vocal                   | Ganador   |
| 2001 | "She Walks This Earth (Soberana Rosa)"              | Mejor interpretación vocal pop masculina   | Ganador   |
| 2003 | "Fragile (Live)"                                    | Mejor interpretación vocal pop masculina   | Nominado  |
| 2004 | "Whenever I Say Your Name" (con Mary J. Blige)      | Mejor colaboración vocal de pop            | Ganador   |
| 2004 | "Send Your Love"                                    | Mejor interpretación vocal pop masculina   | Nominado  |
| 2005 | "You Will Be My Ain True Love" (con Alison Krauss)  | Mejor canción escrita para medios visuales | Nominado  |
| 2007 | "Always on Your Side" (con Sheryl Crow)             | Mejor colaboración vocal de pop            | Nominado  |
| 2019 | 44/876 (con Shaggy)                                 | Mejor álbum de reggae                      | Ganador   |

Primetime Emmy
| Año  | Categoría                                                           | Trabajo                                          | Resultado |
| ---- | ------------------------------------------------------------------- | ------------------------------------------------ | --------- |
| 2002 | Mejor performance individual en un programa musical o de variedades | A&E In Concert: Sting in Tuscany...All This Time | Ganador   |

Tony
| Año  | Categoría                   | Trabajo       | Resultado |
| ---- | --------------------------- | ------------- | --------- |
| 2015 | Mejor banda sonora original | The Last Ship | Nominado  |